# Algebraisk ekvation
En algebraisk ekvation eller polynomekvation, är inom algebran en ekvation av formen
{\displaystyle a_{0}x^{n}+a_{1}x^{n-1}+\cdots +a_{n-1}x+a_{n}=0}
där koefficienterna {\displaystyle a_{0},a_{1},\dots ,a_{n}} är definierade över någon kropp, till exempel de rationella talen. Om {\displaystyle a_{0}\neq 0}, så är ekvationens grad n — man säger att det är "en ekvation av n-te graden", eller en "n-tegradsekvation".
Polynomekvationer kan vara multivariabla, det vill säga bestå av flera obekanta och då föredras vanligen benämningen polynomekvation framför algebraisk ekvation.
Exempelvis är
{\displaystyle x^{5}-3x+1=0}
en algebraisk ekvation med heltalskoefficienter och
{\displaystyle y^{4}+{\frac {xy}{2}}={\frac {x^{3}}{3}}-xy^{2}+y^{2}-{\frac {1}{7}}}
är en multivariabel polynomekvation över de rationella talen.
Alla algebraiska ekvationer av första, andra, tredje och fjärde graden är lösbara med hjälp av radikaler (och de vanliga fyra räknesätten). Ekvationer av femte graden eller högre är dock lösbara med enbart radikaler bara i vissa speciella fall, nämligen i de fall galoisgruppen för ekvationen är en upplösbar grupp.